# إسبانيا في الألعاب البارالمبية الشتوية 2002
شارك إسبانيا في دورة الألعاب البارالمبية الشتوية 2002، التي أقيمت في سولت ليك بالولايات المتحدة الأمريكية، في الفترة الممتدة من 7 مارس حتى 16 مارس.
حصد إسبانيا 7 ميداليات في هذه الدورة (3 ذهبية، 2 فضية، 2 برونزية) محتلاً المرتبة 12 في الترتيب النهائي بين 36 دولة مشاركة.

## قائمة الميداليات
| الميدالية | الرياضي                 | المنافسة                      | المسابقة                        |
| ذهبية     | إريك فيالون فوينتيس     | التزلج على المنحدرات الجليدية | سباق التعرج B1-2 - رجال         |
| ذهبية     | إريك فيالون فوينتيس     | التزلج على المنحدرات الجليدية | سباق التعرج العملاق B1-2 - رجال |
| ذهبية     | جون سانتاكانا مايتثتيغي | التزلج على المنحدرات الجليدية | سباق التعرج العملاق B3 - رجال   |
| فضية      | إريك فيالون فوينتيس     | التزلج على المنحدرات الجليدية | التزلج على منحدر B1-3 - رجال    |
| فضية      | إريك فيالون فوينتيس     | التزلج على المنحدرات الجليدية | تزلج المضمار الطويل B1-3 - رجال |
| برونزية   | جون سانتاكانا مايتثتيغي | التزلج على المنحدرات الجليدية | التزلج على منحدر B1-3 - رجال    |
| برونزية   | جون سانتاكانا مايتثتيغي | التزلج على المنحدرات الجليدية | تزلج المضمار الطويل B1-3 - رجال |